# نادين غوسلين
نادين غوسلين هي متزلجة فنية كندية، ولدت في 4 أكتوبر 1977 في بونت روج في كندا.

## وصلات خارجية
- نادين غوسلين على موقع الاتحاد الدولي للتزلج (الإنجليزية)